# 碱金属卤化物
碱金属卤化物是一类无机化合物，其通式为MX或MXn，其中M为碱金属，X为卤素。其中，最重要的化合物为氯化钠，它是食盐的主要成分。

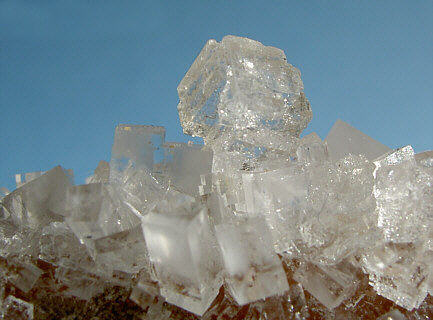
石鹽為氯化鈉出現於自然界中的礦物型態。

## 单卤化物

### 结构
大多数碱金属卤化物为面心立方晶体。其中，金属和卤素有着八面体配位几何结构，其中每个离子的配位数为6。氯化铯、溴化铯和碘化铯为体心立方晶体，对于较大的金属阳离子（与卤素阴离子），其配位数为8。

氯化钠晶体的球棍模型。大部分碱金属卤化物为这种晶体。

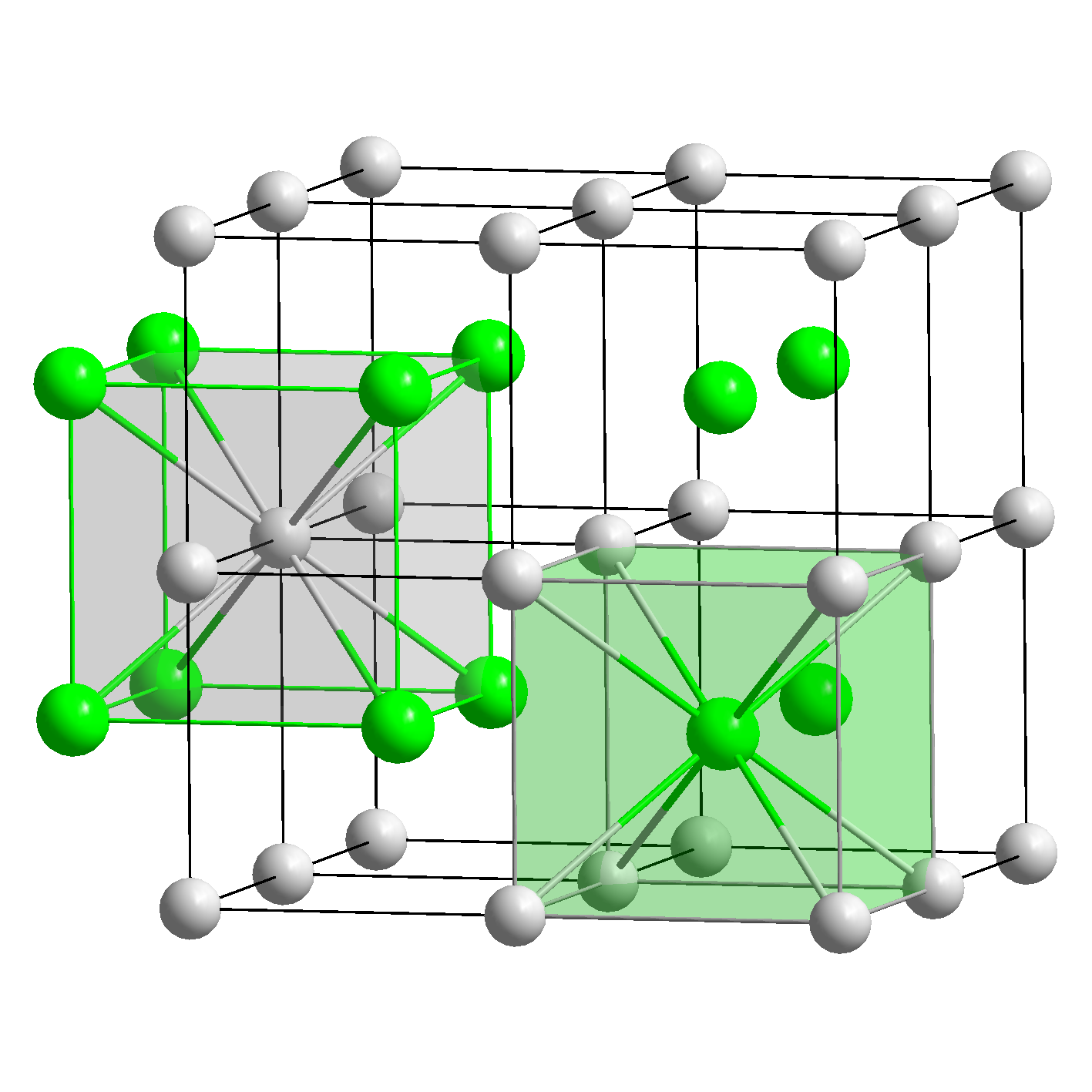
氯化铯晶体的球棍模型。

### 性质
碱金属卤化物为白色粉末或无色晶体，在高温下熔化得到无色的液体。它们的高熔点反映了它们的高晶格能。在更高的温度下，这些液体蒸发，产生由双原子分子组成的气体。
除了鹼金屬氟化物（氟化鋰微溶於水）及氯化鋰水溶液呈弱鹼性外，其化鹼金屬鹵化物水溶性呈中性。
这些化合物可以溶于极性溶剂，得到高度溶剂化的阴离子与阳离子的溶液。碱金属卤化物熔融时可以溶解相应的碱金属，其中铯在熔点可以完全混溶。
|          | 碱金属     |            |           |            |            |
| 锂(1.0)  | 钠(0.9)    | 钾(0.8)    | 铷(0.8)   | 铯(0.7)    |            |
| 氟 (4.0) | LiF (3.0)  | NaF (3.1)  | KF (3.2)  | RbF (3.2)  | CsF (3.3)  |
| 氯 (3.0) | LiCl (2.0) | NaCl (2.1) | KCl (2.2) | RbCl (2.2) | CsCl (2.3) |
| 溴 (2.8) | LiBr (1.8) | NaBr (1.9) | KBr (2.0) | RbBr (2.0) | CsBr (2.1) |
| 碘 (2.5) | LiI (1.5)  | NaI (1.6)  | KI (1.7)  | RbI (1.7)  | CsI (1.8)  |

- 数值越大，表示固体离子键的成分更多。

钫的化合物FrF、FrCl、FrBr、FrI和FrAt理论上可以存在，砹化物LiAt、NaAt、KAt、RbAt、CsAt和FrAt理论上也可存在。但由于鍅和砈具有很強的放射性，半衰期太短，以至于极少或没有研究。

## 多卤化物
三碘化物如RbI3、CsI3已有报道。
五氟化铯（CsF5）可在高压下存在。

## 拟卤化物
碱金属的拟卤化物也有重要研究，如氰化钠（NaCN）、氰酸钠（NaOCN）、硫氰酸钠（NaSCN）等。

## 拓展阅读
- Tastes of the alkali metal halides (except fluorides)